# داني بيدروسا (لاعب كرة قدم)
داني بيدروسا (بالإسبانية: Daniel Pedrosa Loureiro)‏ هو لاعب كرة قدم إسباني في مركز الهجوم، ولد في 4 سبتمبر 1996 في Ribadeo ‏ في إسبانيا. لعب مع نادي لوغو.

## وصلات خارجية
- داني بيدروسا على موقع قاعدة بيانات كرة القدم.إي يو (الإنجليزية)
- داني بيدروسا على موقع Soccerway.com (الإنجليزية)
- داني بيدروسا على موقع AS.com (الإسبانية)